# Liste des prieurs de Romainmôtier

Armes du monastère

La liste des prieurs de Romainmôtier recense le nom des prieurs qui se sont succédé au prieuré Saint-Pierre de Romainmôtier, située à Romainmôtier-Envy dans le canton de Vaud en Suisse. Le prieuré est fondé vers 450, selon la tradition par saint Romain.

## Prieurs
La liste des prieurs repose sur le Cartulaire de Romainmotier (C.R.), publié par Gingins de la Sarraz (1844), complétés par des travaux plus récents, ainsi que la liste publiée sur le site de la fondationderomainmotier.ch.
Rocelin (Roclenus, Rocelinus) est le premier prieur mentionné comme attesté par le Cartulaire de Romainmotier.
Les prieurs mentionnés mais absents du Cartulaire sont suivis de : « abs. duC.R. ».

### Premiers prieurs
- V : Theodatus.
- 550 : Florianus, abbas ex monasterio de Romeno[1]
- 640 : Syagrius
- 753 : Gudinus.

### Prieurs conventuels clunisiens
- 970 — 994 : Mayeul.
- 994/996[2] — 1048[3] : Odilon, abbé de Cluny, supérieur du monastère[4].
- 999/1001 : Ponce (Pontius).
Le chevalier Fredoinus lui donne, en 1001, des possessions « in villa Banningis » (Bannans).
- 1027 : Vuarnerius
- 1028 : Anselme.
- V.40 — V/1049[5] : Rocelin (Roclenus, Rocelinus). Premier prieur mentionné dans le Cartulaire de Romainmôtier.
Prévôt et « doyen » du couvent. Il entre en conflit en 1040 avec Gaucher Ier de Salins qui usurpait l'avouerie que Romaimmôtier avait sur Banans. En 1049 il reçoit Léon IX qui vient confirmer son « antique autorité » sur le couvent et menacer indirectement Adalbert de Grandson d'excommunication s'il ne renonçait pas à ses méfaits.
- … : Humbert I
- v. 1070 : Vuillineus  (abs. du CR).
- v. 1075 — 1087 : Étienne I (Stephanus).
Il reçoit la donation de Pierre de Scey mort sans enfants, ainsi qu'une chaudière de sel de la part de Gaucher De Salins.
- v. 1089 — 1090 : Seguin (Siguin/Siguino ou Guigon).
Il reçoit des dons de  Lambert de Grandson, évêque de Lausanne.
- v. 1092 — v. 1096  : Artaud I [de Grandson] (Artaldus).
Plusieurs donations lui sont faites. Ugfroi de Tramelay lui abandonne une terre auprès de la Flumen du côté d'Essert, Leutfroy de château de Fruence lui donne ses possessions de Villars-Boson et vers la fin de son mandat il se voit remettre l'église et les dîmes de Cossonay de la part du seigneur du lieu Uldric, de sa femme Sophie et de ses frères Syhold et Guillaume. Probablement fils de Rigaud de Grandson[6].
- v. 1100 : Warnier (abs. du CR).
- v. 1097 — 1108 : Étienne II (Stephanus). 
Il met fin, en 1097 au différend que le couvent avait avec Wido de Cicon au sujet des terres de Vaulion, puis l'année suivante le comte Renaud II de Bourgogne lui remet le bourg d'Orbe sur la demande de Brocard de Goumoëns. D'autres restitutions interviennent, celle de Landry de Joux pour une terre à Sainte-Colombe et celle de Rodbert de Bannens au même lieu.
- … : Wichard  (abs. du CR).
- v. 1109/1110 : Lambert I (Lambertus, Landri).
Administration courte et pleins de tensions notamment avec les sires de Grandson et ceux de Joux.
- v. 1111 : Étienne III (Stephanus). 
Met fin à plusieurs différents.
- v. 1115 — 1120 : Guigon II.
Convoque un plaid contre Ebald II de Grandson.
- v. 1125 : Artaud/Artauld II. 
Il obtient l'intervention de l'empereur Henri V contre Ebald II de Grandson.
- 1125 — 1126 : Harduin/Narduin (Harduinus).
Dans la dernière année de son mandat il obtient que lui soit remise l'église de Bannans. Humbert III de Salins lui concède le droit de premier occupant dans la Vallée-de-Tlen et dans le désert du Mont du Fourg où il avait envoyé une colonie.
- v. 1130 : Lambert II (Lambertus, Landri).
- v. 1135 : Barthelemi/Barthélemy [de Grandson] (?).
- v. 1135/v. 1139 : Ponce II (Pontius).
Il obtient la publication d'une bulle pontificale de la part d'Innocent II pour confirmer la possession de l'église de Bannans et de la chapelle de Sainte-Colombe en Bourgogne, les églises de Bethusi, Lully, Morlens, Brucin et Saint-Oyens, les chapelles d'Orbe, de Gumoëns, de Vallorbe, de Barlens, de Turquens, de Brucine et de Gemes en Suisse.
- v. 1141 : Guigue II (Widon, Vuido). 
Obtient l'abandon des prétentions des Grandson sur les biens du prieuré.
- v. 1148/1150 : Humbert [II] (Humbertus).
L'évêque de Bâle consent que « tout serf ou serve de l'Église de Sainte-Marie de Bâle, ou de Saint-Germain de (Moûtier) Grand val, qui passerait le fleuve Orose pour habiter les Terres du Monastère romain, soit réputé serf de celui-ci durant son séjour en cette partie de pays. De même il concède ses serfs et serves habitant la Valcluze, et plus avant dans le diocèse de Besançon, et confirme la postérité d'iceux à Humbert et à ses successeurs, aussi longtemps qu'elle habitera ses possessions ».
- 1154 — 1158 : Gui II (Guido).
- v. 1160 : Witfred ou Guttfred (Vuitfredus).
- v. 1178 : Vaucher (Waulcher, Vualcherus). 
Il obtient de Frédéric Barberousse la charte reconnaissant le couvent comme soumis immédiatement à l'empire de ce dernier.
- 1181 : Berard (Berardus).
- 1187 : Othon (Otto) (abs. du CR).
- 1198 — 1223 : Étienne IV (Stephanus).
- 1226 : Jean (Joannes) (abs. du CR).
- 1237 — 1257 : Renaud, Reygnaud ou Renauld (Reinaldus).
- 1260 — 1265 : Henri (Henricus) (abs. du CR).
- 1266 — 1280 : Aymon I [de Playsie]. 
Participe à la publication du plaid de 1266.
- 1284 — 1285 : Gaufred ou Gaufrid (Gaufridus).
- 1289 — 1293 : Aymon II (Aymo).
Il reçoit la donation des possessions de Jean et Hugues de Chalons à Waut et Champtegrue.
- 1303 — 1305 : Richard.
- 1307 : Jacques.
- 1315 — 1337 : Guillaume (Willerme, Vuillerme) de Montricher.
- 1339 — 1371 : Arthaud/Artaud IV Allamand/Allemand[7].
Il est issu de la famille noble dauphinoise des Alleman, implantée dans le pays de Vaud.
- 1373 — 1379 : Henri de Sévery.
- 1381 — 1432 : Jean de Seyssel.
- 1433 — 1447 : Jean de Juys.
Originaire d'une famille noble de la principauté de Dombes en Bresse.

### Régime de la commende
- 1447 — 1451 :Amédée de Savoie, prieur commendataire.
ancien comte, puis duc de Savoie (1391-1440), antipape Félix V (1439-1449).
- 1451 — 1482 :Jean-Louis de Savoie, prieur commendataire.
Fils du duc Louis Ier de Savoie. Ne résidant pas au monastère il désigne des vicaires généraux pour gérer Romainmôtier dont Jean de Greilly, Pierre de Sauvernier, Philippe de Compois et Claude de Livron. Administrateur apostolique
- 1482 — 1490 : François de Savoie, prieur commendataire. 
Fils du duc Louis Ier de Savoie et frère du précédent, évêque de Genève (1484-1490).
- 1490 — 1491 : Claude de Livron, prieur commendataire.
- 1492 — 1521 : Michel de Savoie, prieur commendataire.
- 1521 — 1534 Claude d'Estavayer, prieur commendataire.
Lors de sa cérémonie de son installation il « fléchit les genoux devant le grand autel, et les mains élevées, il jura sur les Saints Évangiles de Dieu et le Saint Canon, en touchant les lettres sacrées et dans l'âme du Seigneur Évêque Commendataire: de maintenir les droits, immunités et biens de l'Église et du Prieuré; d'administrer convenablement le Couvent; de préserver, protéger, maintenir et deffendre, le Couvent, les sujets et les familiers de l'Église; de conserver intacts les droits, libertés et louables us et coutumes écrits ou non écrits, du Couvent, des sujets et de toute la Terre, comme ses prédécesseurs. Promettant encore de faire ratifier le tout par le Prieur à sa première apparition en ces contrées ».
- 1535 — 1537 : Théodule de Riddes (de Rida, † 1537), dernier prieur.

Les Bernois sécularisent le prieuré le 27 janvier 1537.

### Religieux ayant porté ce titre
- Pierre de Larbamey, nommé en 1560, à, Besançon premier prieur rural, seigneur de Vaux-et-Chantegrue, Bannans et Sainte-Colombe.
- Jean-Brun Laurent, prieur en 1624, protonotaire du Saint-Siège, abbé de Clairefontaine, théologal de Besançon.
- Guillaume Simonin, abbé de Saint-Vincent de Besançon et archevêque de Corinthe, prend le titre de prieur de Romainmotier.
- Etienne Corte, prieur en 1688. Agent en cour de Rome.
- Joseph Briot, prieur en 1732.
- Nicolas Dominique Corte, à Rome, prieur en 1735.
- Jean Petit, prieur en 1757.

## Liste des moines
- 649 : Saint Wandrille, futur abbé de Fontenelle (diocèse de Rouen)[1].
- 1395 : Jaques Mayor sous Prieur et Sacristain, Jaques de Agie vice Camérier procureur et lieutenant du frère Jean de Durescall Camérier, Aymon de la Mollière Doyen, Girard de Cugie grand Cellérier, Jean de Famervac Chantre, Rodolphe de Challangrin Aumosnier, Nycod de Salmon Infirmier, Olivier de Cugie, Jean de Orbe, Pierre de Rossilion, Anthoine Brengard ou Bérenger, Jean de Morges, Vullierme de Mont, Anthoine de Estancres, Barthélemi de Villagoudri, Guillerme Lombard, Jean de Tourmont, Etienne Préotherat.
- 1453 : Jean de Dyvone (Gingins) Doyen, Jaques de Divone Camérier, Claude Conchellin Infirmier, Jean Catellan Chantre, Antoine Bérenger (ou Brengar), Jean de Rances, Jean Rossier, Jean de Sinarclens, Jean de Chesaul, Vullicrme Jaillet, et Jean Jomet.
- 1457 : Sovernier, Conchillin, Thuner, Jorneti, Jean de Dalliens, Jaques Galle ou de Gallera, Claude de Saint-Trivier, Jaques de Jogne, Louis Luseti, Pierre Cochet, Guillerme de Murs sacristain, Aymon Major, Louis de Jogne, Claude de Livron, Michel de Granges et Jean de Pierrefleur.
- 1478 : Pierre de Sauvernier, Claude de Livron prébendaire Prieur de Bevex, Louis Luiset sous-Prieur, Aymon Mayor doyen, Claude Michaudi (ou Michault) grand Cellérier, Claude de Ville sacristain, Pierre Coschet aumosnier, Hugonin de Murs chantre, Jean Jorneti, Claude de Saint-Trivier, Louis de Jogne, Hugonin de Cholex, Jean de Frasse, Aymon Coschet, François Durand, Alzeacius de Caraux (ou Taraux), Pierre Torench, Pierre de la Ravoire, George de Livron, Petreman de Terronix, Nycod Musard.
- 1521 : Théodule de Ride doyen, Mammert Michaudy camérier, Anthoine de Bignyns grand cellérier, Anthoine de Cholex sacristain, Claude de Treytorens, infirmier, Pierre de Murs chantre, George de Livron, Jean de Gruffie, Louis Coendct (ou Coenderii).

Ce sont des moines de ce prieuré qui ont fondé Vallorbe, dans le courant du XIIe siècle.